# Amt Hadamar

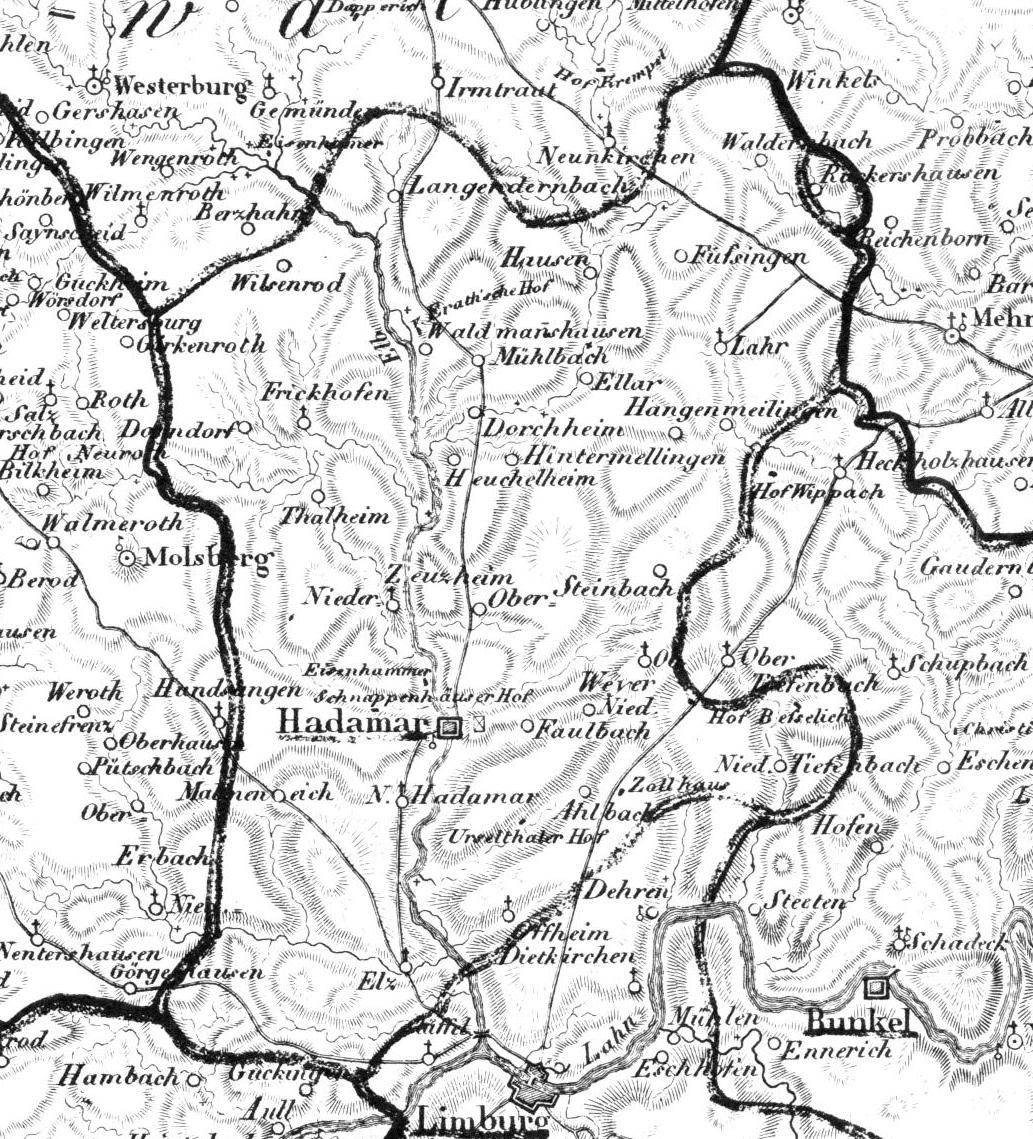
Karte des Amtes Hadamar 1828

Das Amt Hadamar war bis 1806 ein Nassau-Oranisches im Heiligen Römischen Reich und 1813 bis 1815 nochmals ein Nassau-Oranisches und ab 1816 ein herzoglich nassauisches Amt mit Sitz in Hadamar. Die Ämter hatten neben Verwaltungsaufgaben auch die Niedere Gerichtsbarkeit inne bzw. dienten später als erstinstanzliches Gericht. An ihrer Spitze stand ein vom jeweiligen Herrscher eingesetzter Amtmann. Das Amt ging 1866 im Oberlahnkreis auf.

## Geschichte

### Nassau-Oranien
Das Amt bestand vor 1806 aus folgenden Kirchspielen:
- Kirchspiel Hadamar: Hadamar mit dem Schlosshof der und Ostermannsmühle.
- Kirchspiel Niederhadamar: Niederhadamar mit 3 Mühlen der Neu- und Prötzenmühle, Malmeneich (Nassauischer Teil, der andere Teil war Trierisch).
- Kirchspiel Offheim: Offheim, Dehrn mit 2 Mühlen
- Kirchspiel Oberweyer: Oberweyer, Niederweyer, Ahlbach, Niedertiefenbach, Steinbach.
- Kirchspiel Zeuzheim: Niederzeuzheim mit 3 Mühlen, Thalheim mit eine Mahl- und Ölmühle, Oberzeuzheim, Hangenmeilingen, Heuchelheim mit 6 Mühlen.

Als 1806 unter Druck Napoleons der Rheinbund entstand und das Ende des Heiligen Römischen Reichs besiegelte, weigerte Oranien-Nassau sich, diesem beizutreten. Infolgedessen fiel das Amt 1806 an das Großherzogtum Berg und somit an Napoleons Schwager Joachim Murat, der eine Verwaltungsgliederung nach revolutionär-französischem Vorbild einführte. Die Ämter wurden aufgelöst und stattdessen Arrondissements, Kantone und Departements eingerichtet. In Hadamar entstand der Kanton Hadamar. Bald nach der Völkerschlacht bei Leipzig löste sich das Großherzogtum auf und Nassau-Oranien erhielt seine Gebiete wieder zurück. Nach der Rückgabe an Nassau-Oranien wurden 1813 daraus die bisherigen oranischen Ämter, darunter das Amt Hadamar in alter Form wieder eingerichtet.

### Herzogtum Nassau
Am 31. Mai 1815 trat Oranien die Erblande an Preußen ab. Preußen tauschte wiederum die Gebiete mit dem Herzogtum Nassau, so dass das Amt Hadamar nun Teil des Herzogtums wurde. Bei der Ämterreform am 1. Juli 1816 blieb das Amt Hadamar bestehen, wurde aber umfangreich erweitert. Es bestand bis 1866 aus Ahlbach, Dorchheim, Dorndorf, Ellar, Elz, Faulbach, Frickhofen, Fussingen, Hadamar, Hangenmeilingen, Hausen, Heuchelheim, Hintermeilingen, Lahr, Langendernbach, Mühlbach, Niederhadamar, Niedertiefenbach, Niederweyer, Niederzeuzheim, Oberweyer, Oberzeuzheim, Offheim, Steinbach, Thalheim, Waldernbach, Waldmannshausen und Wilsenroth.
Das Staats- und Adreß-Handbuch des Herzogthums Nassau 1822/23 gibt folgendes an:
1. Flächen: 40.419 Steuernormalmorgen  (wobei ein Morgen entsprechen 2500 m²), mit 196 Morgen Gebäudestellen, 166 Morgen Gartenland, 22.615 Morgen Ackerland, 5295 Morgen Wiesen, 27 Morgen Weiher, 4486 Morgen Hochwald, 5253 Morgen Niederwald, 2094 Morgen Trieschland (abwechselnde 3- bis 5-jährige Acker- und 10- bis 20-jährige Wiesennutzung) und Weideplätze, 290 Morgen nicht besteuerte Liegenschaften.
2. Gemeinden: 28 Gemeindebezirke bestehend aus einer Stadt, 28 Dörfern und 47 Hőfen und Mühlen.
3. Bevölkerung: 13.925 Einwohner in 3182 Familien, davon 267 evangelisch christliche, 13.471 Katholiken, 25 Mennoniten und 162 Juden.
4. Viehstand: 628 Pferde, 13 Esel und Maulesel, 7803 Stück Rindvieh, 10.540 Schafe, 1451 Schweine, 428 Ziegen und 360 Bienenstöcke.
5. Einfacher Jahressteuersatz (kann auch mehrfach erhoben werden): 9285 fl. 5 kr.
6. Amtsgemeinden:
  1. Hadamar, Stadt: 1500 Einwohner in 383 Familien; „Stadt und Amtssitz, Schnapvenhäuser Hof, Eisenhammer, Stadt und Schloßmühle.“
  2. Ahlbach: 402 Einwohner in 87 Familien; „Urserlthaler Hof.“
  3. Dorchheim: 337 Einwohner in 66 Familien; „Dorchheimer und die unterste Gadelheimer Mühle.“
  4. Dorndorf: 574 Einwohner in 112 Familien; „die Schlaudermühle.“
  5. Ellar: 495 Einwohner in 97 Familien; „die Ellarer, die oberste und mittlere Gadelheimer Mühle und eine Oelmühle.“
  6. Elz: 977 Einwohner in 209 Familien; „die Schwanen-, Prötzen- und Jäger-Mühle.“
  7. Frickhofen: 958 Einwohner in 220 Familien.
  8. Fussingen: 349 Einwohner in 87 Familien.
  9. Hangenmeilingen: 245 Einwohner in 52 Familien.
  10. Hausen: 249 Einwohner in 102 Familien; „die Birken-, Damen-, und Feigen-Mühle.“
  11. Heuchelheim: 119 Einwohner in 23 Familien; „Heuchelheimer- und die Staaters- mit Oelmühle.“
  12. Hintermeilingen: 366 Einwohner in 95 Familien; „Schlagmühle, 2 Kalköfen.“
  13. Lahr: 580 Einwohner in 169 Familien; „die unterste Hüttenmühle, ein Kalkofen.“
  14. Langendernbach: 958 Einwohner in 230 Familien; „die Elb-, Neu-, Hof-, Eckarts- und die kleine Mühle, eine Ziegelhütte.“
  15. Mühlbach: 247 Einwohner in 56 Familien.
  16. Niederhadamar: 800 Einwohner in 192 Familien; „die oberste und unterste Prötzen-, Neu- und die oberste und unterste Blechmühle.“
  17. Niedertiefenbach: 319 Einwohner in 74 Familien; „Hof Beßelich.“
  18. Niederweyer und Faulbach: 173 Einwohner in 28 Familien.
  19. Niederzeuzheim: 725 Einwohner in 166 Familien; „die Aepfelmanns-, Brücken- und Plätschmühle.“
  20. Oberweyer: 346 Einwohner in 65 Familien.
  21. Oberzeuzheim: 441 Einwohner in 106 Familien; „die Ober-, Mittel- und Unter-Ziegenfurter-, die Römische-, Au- und die Lochmühle.“
  22. Offheim: 401 Einwohner in 93 Familien.
  23. Steinbach: 335 Einwohner in 66 Familien.
  24. Thalheim: 741 Einwohner in 193 Familien; „Oelmühle.“
  25. Walderbach: 107 Einwohner in 22 Familien; „die oberste Hüttenmühle.“
  26. Waldmannshausen: 22 Einwohner in 107 Familien; „der von Erathische Hof, Burgmühle, eine Oel und eine Papiermühle.“
  27. Wilsenroth: 329 Einwohner in 73 Familien.
  28. Walmeneich: 133 Einwohner in 30 Familien.

Im Jahr 1836 wurde das Amt Hadamar wie folgt beschrieben:

„Das Amt Hadamar, enthält 58.578 Morgen, von welchen 276 Morgen die Gebäudestellen, 214 Morgen die Gärten, 32.851 Morgen das Ackerland, 7.614 Morgen die Wiesen, 38 Morgen die Weiher, 13.847 Morgen die Waldungen, 2.289 Morgen das Dreschland und die Waideplätze und 1.449 Morgen nicht besteuerte Liegenschaften einnehmen. In den 2.561 Wohnhäusern leben 15.612 Menschen, unter welchen 444 Evangelische, 14.979 Katholiken, ein Mennonit und 188 Juden sind.
   Hadamar, unter 25° 43' Länge und 50° 27' 10" Breitem eine Meile nordwärts von Limburg, links (d. h. östlich) am Elbbache, welcher sich von der rechten Seite in die Lahn ergießt, kleine ummauerte Stadt, mit 330 Häusern und 1.920 Einwohnern, Eisenhammer.
   Elz, 1⁄2 Meile südwärts von Hadamar, Dorf mit 1.120 Einwohnern.
   Frickhofen, 3⁄4 Meilen nordnordwestwärts von Hadamar, Dorf mit 1.070 Einwohnern.
    Langendernbach, 5⁄4 Meilen nördlich von Hadamar, Dorf mit 4 Mühlen und 1.100 Einwohnern.
   Nieder-Hadamarm im Süden der Stadt Hadamar, Gemeinde mit 900 Einwohnern.
   Nieder-Zeuzheim, beinahe 1⁄4 Meile nordwärts von Hadamar, Dorf mit 3 Mühlen und 777 Einwohnern.
   Thalheim, 1⁄2 Meile nordnordöstlich von Hadamar, Dorf mit 800 Einwohnern.“

Nach der Märzrevolution 1848 wurde die Verwaltung neu geordnet. Mit Gesetz vom 4. April 1849 wurden in Nassau Verwaltung und Rechtsprechung auf unterer Ebene getrennt. Die Reform trat zum 1. Juli 1849 in Kraft. Für die Verwaltung wurden zehn Kreisämter gebildet, die Ämter als Justizämter (also Gerichte der ersten Instanz) weitergeführt. Die Verwaltungsaufgaben des Amtes Hadamar wurden vom Kreisamt Hadamar wahrgenommen, die Rechtsprechung vom Justizamt Hadamar. Die Reform wurde jedoch bereits am 1. Oktober 1854 wieder rückgängig gemacht, die Kreise wieder abgeschafft und die vorigen Ämter wiederhergestellt.
Kurz vor der Annektierung durch Preußen gibt das Staats- und Adreß-Handbuch des Herzogthums Nassau. 1866 folgendes an:
1. Flächengehalt: 60.163 Morgen, nämlich: 352 M. Gebäudestellen, 265 M. Gärten, 32.968 M. Ackerland, 7773 M. Wiesen, 38 M. Weiher, 15054 M. Waldungen, 2052 M. Trieschland und Weideplätze etc., 1661 M. nicht besteuerte Liegenschaften.
2. Politische Eintheilung: 29 Gemeindebezirke, bestehend aus einer Stadt und 28 Ortschaften, mit 4 Höfen, 47 Mühlen; 5 Eissenstein-, 32 Braunstein-, 2 Dachschiefer-, 3 Thongruben und einer Walkererdegrube.
3. Bevölkerung, nach der Zählung am Schlüsse des Jahres 1865: 5252 Familien in 3398 Wohnhäusern und 20696 Einwohner, nämlich: 448 evangelisch-christliche, 19.972 Katholiken, 2 Mennoniten und 274 Juden.
4. Viehstand: 664 Pferde, 12 Esel, 8990 Stück Rindvieh, 5843 Schafe, 1847 Schweine, 1565 Ziegen und 447 Bienenstöcke.
5. Gewerbe: 51 Bäcker, 5 Bader, 3 Bierbrauer, 23 Blechschmiede, 5 Branntweinbrenner, 4 Buchbinder, 1 Buchdrucker, 3 Cigarrenmacher, ein Conditor, 6 Drechsler, ein Fischhändler, 17 Fracht- und Lohnfuhrleute, 5 Glaser, 21 Grobschmiede, 2520 Gutsbesitzer, 92 Hausierer, 4 Häfner, 2 Holzhändler, 3 Kalkbrenner, ein Kappenmacher, 29 Klein- und Großhändler, 97 Kleinkrämer, 6 Korbmacher, 8 Küfer, 15 Leinen- und Damastweber, 2 Lithographen, 42 Mahlmüller, 6 Makler, ein Materialiſt, 98 Maurer, 9 Mehl- und Fruchthändler, 25 Metzger, 3 Mühlärzte, 56 Musikanten, 4 Nagelschmiede, 18 Näherinnen, 10 Ölmüller, 2 Pferdeverleiher und Hauderer, 2 Pflasterer, 2 Putzmacherinnen, 4 Rothgerber, 1 Säckler, 7 Satter, 1 Seiler, 8 Schieferdecker, 8 Schlosser, 58 Schneider, 9 Schön- und Blaufärber, 4 Schornsteinfeger, 70 Schreiner, 96 Schuhmacher, 2 Seifensieder und Lichterzieher, 3 Steinhauer, 16 Strohdecker, 2 Strumpf- und Kappenweber, 652 Taglöhner, 11 Tüncher und Weißbinder, 3 Uhrenhändler, 2 Uhrmacher, 41 Wagner, ein Weißgerber, 131 Wirthe, 29 Zimmerleute, ein Zinngießer etc.
6. Betrag eines Steuersimplums: 10.748 fl. 32 kr., nämlich: 8013 fl. 33 kr. Grund- und Gebäudesteuer und 2734 fl. 50 kr. Gewerbesteuer.
7. Amtmann: Carl Wirth.
8. Amtsortschaften:

| Amtsgemeinde | Fam- ilien | Ein- wohner |
| --- | ---------- | ----------- |
| 1. Hadamar, Stadt und Amtssitz, herrschaftliches Schloß, Schneppenhäuser Hof mit Mühle, 2 Stadtmühlen und der frühere Eisenhammer. | 550        | 2243        |
| 2. Ahlbach, Urselthaler Hof. | 147        | 608         |
| 3. Dorchheim, die Dorchheimer und die unterste Gadelheimer Mühle.                                                                  | 111        | 471         |
| 4. Dorndorf, die Schlaudermühle.                                                                                                   | 198        | 724         |
| 5. Ellar, die Ellarer, die oberste und mittlere Gadelheimer Mühle und eine Oelmühle.                                               | 184        | 688         |
| 6. Elz, die Schwanen-, Prötzen-, Jäger- und Neumühle.                                                                              | 486        | 1873        |
| 7. Faulbach. | 33         | 156         |
| 8. Frickhofen. | 330        | 1392        |
| 9. Fussingen. | 136        | 493         |
| 11. Hausen, die Birken, Damen- und Feigenmühle.                                                                                    | 178        | 660         |
| 12. Heuchelheim, die Heuchelheimer und die Staater Mahlmühle mit Oelmühle.                                                         | 49         | 195         |
| 13. Hintermeilingen, die Schlagmühle.                                                                                              | 144        | 552         |
| 14. Lahr, die oberste und die unterste Hüttenmühle.                                                                                | 220        | 790         |
| 15. Langenternbach, die Elb-, Neu-, Hof Ecarts- und die kleine Mühle.                                                              | 326        | 1370        |
| 16. Malmeneich. | 50         | 193         |
| 17. Mühlbach. | 88         | 357         |
| 18. Nieterhadamar, die oberste und unterste Pröken-, die Neu- und die oberste und unterste Blechmühle.                             | 318        | 1190        |
| 19. Niedertiefenbach, Hof Beselich.                                                                                                | 158        | 728         |
| 20. Niederweyer. | 29         | 128         |
| 21. Niererzeuzheim, die Apfelmanns-, Brücken- und Plätschmühle.                                                                    | 246        | 924         |
| 22. Oberweyer. | 129        | 524         |
| 23. Oberzeuzheim, die Ober-, Mittel- und Unter Ziegenfurter-, die Römisch-Au- und Lochmühle.                                       | 150        | 653         |
| 24. Offheim. | 166        | 698         |
| 25. Steinbach. | 137        | 532         |
| 26. Thalheim, eine Oel- und die neue Mühle.                                                                                        | 263        | 920         |
| 27. Waldernbach. | 186        | 718         |
| 28. Waltmannshausen, der von Borgnis'sche Hof und die Burgmühle.                                                                   | 37         | 147         |
| 29. Wilsenroth. | 109        | 400         |

### Preußen
Mit der Annexion Nassaus durch Preußen werden auch die Ämter in ihrer alten Form aufgelöst und durch Kreise ersetzt. Das Amt Hadamar bildet 1867 gemeinsam mit den Ämtern Runkel und Weilburg den Oberlahnkreis. Erst im Rahmen dieser Neuordnung werden Verwaltung und Rechtsprechung getrennt. Für die Rechtsprechung in erster Instanz, die bisher durch das Amt vorgenommen wurde, wurde, zunächst die richterlichen Beamte in den Ämtern zuständig und zum 1. September 1867 das Amtsgericht Hadamar gebildet.
Aber auch nach der Kreisgründung bleiben die bisherigen Amtsbezirke erhalten. Die Königliche Verordnung vom 22. Februar 1867 regelte, dass „die Amtsbezirke als engere Verwaltungsbezirke in ihrer bisherigen Begrenzung bestehen“ bleiben. Die ehemaligen Ämter bilden die drei Bezirke des Kreises. Gemäß § 13 der Kreisverfassung entsendeten die Bezirke also die ehemaligen Ämter jeweils sechs Vertreter in den neuen Kreistag. Der Amtmann hatte die Aufsicht über die Ortspolizei und Organ des Landrates.
Mit der Verwaltungsreform von 1885/1886 wurden die Ämter endgültig aufgelöst.

## Amtmänner

### Nassau
- Wigand Stroße von Schönborn 1372
- Hans von Hoenberg 1412–1413
- Kuno von Reifenberg 1435–1450
- Otto von Diez 1455
- Johann Frey von Dehrn 1458–1482
- Johann Frey von Dehrn 1486–1497
- Meffert von Brambach 1500–1529
- Andreas von Brambach 1534–1564
- Dietrich von Heppenberg (Amtsbefehlshaber) 1536
- Wilhelm von Brambach 1572–1579
- M. Jost Hoen 1582–1587
- Adolf Helling (Amtsverwalter) 1588–1590
- Hermann Schild 1591–1612
- Hedderich Sprenger (Amtsverwalter) 1617–1629
- Heinrich Kempfer 1637
- Wolfgang Ficinus 1645
- Andreas Meuser 1659–1675
- Moritz Henrich von Meuser 1676
- Conrad Fischer 1678–1688
- Johann Henrich Reichmann 1711–1724
- Georg Nicolaus Tobias Hombergk zu Vach (Nassau-Diez) 1712–1718
- Philipp Wilhelm Adrian Chelius (Nassau-Dillenburg, Amtsverwalter) 1722–1729
- Moritz Franz von Meuser (Oberamtmann) 1723, 1749–1751
- Emmermann (Nassau-Siegen) 1729–1730
- Georg Johann Wilhelm Moritz Hombergk zu Vach (Nassau-Diez) 1733–1749
- Philipp Wilhelm Adrian Chelius 1744–1756
- Dapping 1745–1750
- Huffeisen 1748–1766
- Georg Gottfried Muzelius 1752–1775
- Holtzklau 1753
- Johann Gerhard Franz Chelius 1757
- Moser (Oberamtmann) 1759
- Hombergk, gest. 177.
- L.A. von Schenck (Justizrat) 1781–1806

### Katzenelnbogen, später Hessen
- Richwin Breider 1401
- Wilhelm von Staffel 1430–1431, 1438?
- Daniel von Mudersbach 1440–1453
- Chun von Reifenberg 1465–1491
- Johann von Reifenberg 1494
- Caspar von Berlepsch 1500
- Johann von Reifenberg (zu Diez) 1508–1512
- Volpert von Riedesel zu Eisenbach (zu Diez) 1508–1512
- Wilhelm von Staffel (zu Diez) 1515–1529
- Huprecht Schenck zu Schweinsberg (zu Diez) 1534, 1543–1546
- Dietrich von Diez (zu Diez) 1555

### Eppsteiner und Königsteiner Amtmänner
- Henne Riedesel 1481
- Heinrich Riedesel 1492–1504
- Marsilius von Reifenberg 1505–1529
- Egidus von Lorsch (Befehlshaber) 1540

### Herzogtum Nassau
- 1816–1833: Ludwig Gottfried Creutzer
- 1833–1849: Friedrich Ferdinand Kobbe
- 1854–1856: Karl Kalt
- 1856–1862: Johann Friedrich Halbey
- 1862–1866: Carl Michael Claudius Wirth
- 1866–1867: Wilhelm Schröder
- 1867–1869: Kilian Hillebrand
- 1869–1884: August Schmidt
- (1884): Richard Dagobert Hermann Freiherr von Roëll
- (1884–1886): David Christian Schütz